# Wayne Pack
Wayne Pack (Indianapolis, 5 luglio 1950) è un ex cestista statunitense, professionista nella ABA.